# Диттерсдорф (Тюрингия)
Диттерсдорф (нем. Dittersdorf) — община в Германии, в земле Тюрингия.
Входит в состав района Заале-Орла. Подчиняется управлению Зеенплатте. Население составляет 276 человек (на 31 декабря 2010 года). Занимает площадь 6,35 км².